# UP10TION
UP10TION (Hangul: 업텐션; 'Eobtensyeon';  acrômio para Unbelievable Perfect 10 Teenagers Idol Open Now) é um boy group sul-coreano formado pela TOP Media em 2015. É composto por dez membros sendo Jinhoo, Kuhn, Kogyeol, Wei(Lee JinHyuk), Bitto, Wooshin(Kim WooSeok), Sunyoul, Gyujin, Hwanhee, e Xiao. O grupo estreou com o mini-álbum, Top Secret.

## História

### 2015: Pré-estreia
Antes do debut, os rapazes participaram de um programa online do Naver TV Cast chamado “King Masked Rookie UP10TION”, onde foram selecionados por jurados (sendo esses Andy do Shinhwa, Chunji do Teen Top e Chanyoung do 100%) e apresentados ao público. Apareceram, também, no programa “Rising! UP10TION“, que mostrou o preparo desses adolescentes para as estreias na Coreia do Sul e na China. O primeiro membro a ser introduzido foi Wooshin,  descrito para ser um sósia do ator Park Bo-Gum. O segundo e o terceiro membro foram Jinhoo e Hwanhee. O quarto membro foi Bit-to, com sua voz emotiva profunda. O quinto foi Kogyeol com seu poderoso e emocional vocal. O sexto e o sétimo foram Kuhn e Sunyoul por ambos terem um visual encantador e boa voz. O grupo de dez membros foi finalmente introduzido com as seus mais recentes membros Wei, Gyujin, e Xiao.

### 2015: Debut com Top Secret e BRAVO!
Em 9 de setembro de 2015, UP10TION realizou um showcase de estreia no Hall Concert AX em Seoul. Seu primeiro mini-álbum, Top Secret, que inclui o single de estreia "So, Dangerous", foi lançado em 11 de setembro do mesmo ano. O álbum chegou ao número 7 no Gaon Album Chart, performando seu primeiro single "So, Dangerous". Eles também tiveram o seu primeiro showcase Pequim, China, no dia 22 de setembro. O MV de "So, Dangerous" foi classificada em 9º lugar na Billboard's Most Viewed K-pop Videos in America durante o mês de setembro de 2015.
Em 26 de novembro, UP10TION lançou seu segundo mini-álbum BRAVO! com o single "Catch me!", produzido por Iggy e Yong Bae, o mesmos produtores de Heaven da cantora solo Ailee e Me Gustas Tu de GFriend. O álbum também inclui a faixa Party2nite que foi escrita e composta por Changjo do Teen Top. O álbum alcançou a posição número 5 no Gaon Album Chart.

### 2016-presente: Spotlight, Debut no Japão e Summer Go!
Após um hiato de três meses, UP10TION lançou seu terceiro mini-álbum Spotlight com a faixa-título "Attention" em 18 de abril. Em maio de 2016, TOP Media confirmou que UP10TION iria realizar seu showcase de estréia japonesa em Tóquio no dia 4 de junho, seguido de um showcase em Osaka River Forum em 5 de junho. Em 5 de agosto, UP10TION voltou com seu quarto mini-álbum para destacar o verão, titulado por Summer Go!.  O MV promocional "Tonight" foi lançado no mesmo dia, expressando uma atmosfera de verão.

## Integrantes
| Integrantes    | Integrantes    | Integrantes        | Integrantes        | Integrantes                      | Integrantes                                                       | Integrantes |
| Nome artístico | Nome artístico | Nome de nascimento | Nome de nascimento | Data de nascimento               | Posições no Grupo                                                 |             |
| Romanizado     | Hangul         | Romanizado         | Hangul             | Data de nascimento               | Posições no Grupo                                                 |             |
| -------------- | -------------- | ------------------ | ------------------ | -------------------------------- | ----------------------------------------------------------------- | ----------- |
| Jinhoo         | 진후           | Kim Jinwook        | 김진욱             | 2 de agosto de 1995 (29 anos)    | Líder, Vocalista Líder e Dançarino Guia.                          |             |
| Kuhn           | 쿤             | No Sooil           | 노수일             | 11 de novembro de 1995 (29 anos) | Co-Líder, Rapper Principal, Dançarino Líder e Vocalista de Apoio. |             |
| Kogyeol        | 고결           | Go Minsoo          | 고민수             | 19 de maio de 1996 (28 anos)     | Vocalista Líder e Dançarino.                                      |             |
| Wei            | 웨이           | Lee Jinhyuk        | 이진혁             | 8 de junho de 1996 (28 anos)     | Rapper LÍder e Dançarino Guia.                                    |             |
| Bit-to         | 비토           | Lee Changhyun      | 이창현             | 24 de agosto de 1996 (28 anos)   | Rapper Principal e Dançarino Principal.                           |             |
| Wooshin        | 우신           | Kim Wooseok        | 김우석             | 27 de outubro de 1996 (28 anos)  | Vocalista Líder, Dançarino Guia, Rapper de Apoio, Face e Visual.  |             |
| Sunyoul        | 선율           | Seon Yein          | 선예인             | 6 de novembro de 1996 (28 anos)  | Vocalista Principal.                                              |             |
| Gyujin         | 규진           | Han Gyujin         | 한규진             | 21 de novembro de 1997 (27 anos) | Vocalista Guia e Dançarino Líder.                                 |             |
| Hwanhee        | 환희           | Lee Hwanhee        | 이환희             | 6 de maio de 1998 (26 anos)      | Vocalista Principal.                                              |             |
| Xiao           | 샤오           | Lee Dongyeol       | 이동열             | 13 de dezembro de 1998 (26 anos) | Vocalista Guia e Maknae.                                          |             |

## Discografia
| Título                                                                                      | Detalhes do Álbum | Track list | Melhores posições nos charts | Melhores posições nos charts | Melhores posições nos charts | Melhores posições nos charts | Vendas                      |
| Título                                                                                      | Detalhes do Álbum | Track list | KOR                          | JPN                          | US Heat                      | US World                     | Vendas                      |
| Korean                                                                                      | Korean | Korean | Korean                       | Korean                       | Korean                       | Korean                       | Korean                      |
| ------------------------------------------------------------------------------------------- | --- | --- | ---------------------------- | ---------------------------- | ---------------------------- | ---------------------------- | --------------------------- |
| Top Secret                                                                                  | - Lançamento: 11 de setembro de 2015 - Gravadora: TOP Media - Formato: CD, digital download                          | Track list 1. Tension Up! 2. So, Dangerous (위험해) 3. Come As You Are (그대로) 4. Never Ending 5. Phoenix 6. Come With Me 7. So, Dangerous (Chinese ver.)                              | 7                            | —                            | —                            | —                            | - KOR: 16,249               |
| BRAVO!                                                                                      | - Lançamento: 26 de novembro de 2015 - Gravadora: TOP Media - Formato: CD, digital download                          | Track list 1. Bravo! 2. Catch Me! (여기여기 붙어라) 3. Dito (나두) 4. Call Me (불러) 5. Holic 6. Party2nite                                                                             | 5                            | —                            | —                            | —                            | - KOR: 31,611               |
| Spotlight                                                                                   | - Lançamento: April 18, 2016 - Gravadora: TOP Media - Formato: CD, digital download                                  | Track list 1. Spotlight 2. Attention (나한테만 집중해) 3. Stay 4. Like Nothing Happened (아무렇지 않은 척) 5. Yes or No 6. I Wish a Miracle (기적을 바란다) 7. Cherish (보일 듯 말 듯 ) | 4                            | 5                            | —                            | —                            | - KOR: 65,107 - JPN: 18,235 |
| Summer Go!                                                                                  | - Lançamento: 5 de agosto 2016 - Gravadora: TOP Media - Formato: CD, digital download                                | Track list 1. Tonight (오늘이 딱이야) 2. Beautiful (예뻐) 3. OASIS (오아시스) 4. MAGIC 5. Be My Luck (행운이 되어줘) 6. Tonight (오늘이 딱이야) (inst.)                                 | 1                            | 8                            | —                            | —                            | - KOR: 75,628 - JPN: 14,741 |
| Summer Go!                                                                                  | - Re-released: September 20, 2016 (as Thank You [limited edition]) - Label: TOP Media - Format: CD, digital download | Track list 1. Tonight (오늘이 딱이야) 2. Beautiful (예뻐) 3. OASIS (오아시스) 4. MAGIC 5. Be My Luck (행운이 되어줘) 6. Tonight (오늘이 딱이야) (inst.) 7. Thank You                    | 3                            | —                            | —                            | —                            | - KOR: 75,628 - JPN: 14,741 |
| "—" indica lançamentos que não figuraram nos charts ou que não foram lançados nessa região. | | |                              |                              |                              |                              |                             |

### Singles
| Ano     | MV              | Álbum                      | Ref.   |
| Korean  | Korean          | Korean                     | Korean |
| ------- | --------------- | -------------------------- | ------ |
| 2015    | "So, Dangerous" | Top Secret                 |        |
| 2015    | "Catch Me!"     | BRAVO!                     |        |
| 2016    | "Attention"     | Spotlight                  |        |
| 2016    | "Tonight"       | Summer Go!                 |        |
| 2016    | "White Night"   | BURST                      |        |
| 2017    | "Runner"        | Star;Dom                   |        |
| 2017    | "Going Crazy"   | 2017 Special Photo Edition |        |
| 2018    | "Candyland"     | INVITATION                 |        |
| 2018    | "So Beautiful"  | 2018 Special Photo Edition |        |
| 2018    | "Blue Rose"     | Laberinto                  |        |
| 2019    | "Your Gravity"  | The Moment Of Illusion     |        |
| 2020    | "Light"         | Light UP!                  |        |
| 2021    | "SPIN OFF"      | CONNECTION                 |        |
| Chinese |                 |                            |        |
| 2015    | "So, Dangerous" | Top Secret                 | [ 24 ] |

| Japanese | Japanese    | Japanese  | Ref. [27] |
| -------- | ----------- | --------- | --------- |
| 2017     | "ID"        | ID        |           |
| 2018     | "WILD LOVE" | WILD LOVE |           |
| 2018     | "CHASER"    | CHASER    |           |

### Colaborações
| Ano  | Título    | Artista(s)                  | Álbum     | Ref. |
| ---- | --------- | --------------------------- | --------- | ---- |
| 2016 | "Cherish" | Sunyoul and Yuju of GFriend | Spotlight |      |

## Filmografia

### Reality shows
| Ano           | Canal                                            | Título             | Membro(s) | Note(s)                            |
| ------------- | ------------------------------------------------ | ------------------ | --------- | ---------------------------------- |
| 2015          | NAVER TVCast                                     | Masked Rookie King | Todos     | Pre-debut                          |
| 2015          | NAVER TVCast                                     | RISING! UP10TION   | Todos     | Há duas versões, coreana e chinesa |
| 2015–presente | UP10TION's Official: - Facebook Page - V Channel | U10TV              | Todos     | —                                  |
| 2015–presente | UP10TION's Official: - Facebook Page - V Channel | U10SECONDS         | Todos     | —                                  |

### Shows de Variedade
| Ano  | Canal     | Título                            | Membro(s)                                 | Nota(s)                                                        |
| ---- | --------- | --------------------------------- | ----------------------------------------- | -------------------------------------------------------------- |
| 2015 | MBC       | Idol Star Athletics Championships | Todos                                     | 10th ISAC 2015                                                 |
| 2015 | KBS2      | National Idol Singing Contest     | Todos                                     |                                                                |
| 2015 | Arirang   | After School Club                 | Todos                                     | Episódio 179                                                   |
| 2015 | MBC       | Show! Music Core                  | Wooshin, Xiao                             | MC Especiais (Episódio 474)                                    |
| 2015 | MBC       | Show! Music Core                  | Xiao                                      | MC Especial (Episódio 477)                                     |
| 2015 | KBS2      | Immortal Songs 2                  | Todos                                     | Cover da música "Dash" por Baek Ji Young                       |
| 2015 | SBS       | Running Man                       | Kuhn, Kogyeol, Bit-to, Wooshin, Xiao      | Com Andy de Shinhwa (Episódio 279)                             |
| 2015 | SBS       | Star King                         | Kuhn, Kogyeol, Wooshin                    | Episódio 431                                                   |
| 2016 | Arirang   | After School Club                 | Todos                                     | Episódios 193 e 225                                            |
| 2016 | Arirang   | After School Club                 | Gyujin                                    | Episódio 198 (Especial de Ano Novo Lunar)                      |
| 2016 | MBC       | King of Mask Singer               | Sunyoul                                   | Competiu como Uhwudong Mais Bonito (Episódios 41 e 42)         |
| 2016 | SBS       | Star King                         | Kuhn                                      | Com J-Hope e V de BTS (Episódio 433)                           |
| 2016 | SBS       | Star King                         | Kuhn, Hwanhee                             | Episódio 440                                                   |
| 2016 | SBS       | Star King                         | Kuhn, Kogyeol, Wooshin, Jinhoo, Xiao, Wei | Episódio 452 e 453                                             |
| 2016 | MBC       | Weekly Idol                       | Todos                                     | Episódio 233                                                   |
| 2016 | KBS World | Safety First                      | Kuhn, Kogyeol, Wooshin                    | Com Wohee e Serri de Dal Shabet (Episódio 515)                 |
| 2016 | KBS World | Safety First                      | Gyujin, Xiao                              | Episódio 521                                                   |
| 2016 | KBS2      | National Idol Singing Contest     | Jinhoo, Kuhn, Kogyeol, Bit-to, Xiao       | Stage com Andy Lee de Shinhwa                                  |
| 2016 | MBC       | Idol Star Athletics Championships | Todos                                     | 11th and 12th ISAC 2016                                        |
| 2016 | KBS2      | Good Morning Korea                | Kuhn                                      | Toda a sexta como 'homem do tempo' (Desde 18 de março de 2016) |
| 2016 | KBS World | Hello Counselor                   | Wooshin                                   | Com Andy Lee de Shinhwa (Episódio 275)                         |
| 2016 | YinYueTai | Fan Heart Attack Idol TV          | Todos                                     | Episódio 10                                                    |
| 2016 | JTBC      | "What Are You Doing Today?"       | Todos                                     | Episódios 1 aend 2                                             |
| 2016 | EBS       | Heartwarming 11                   | Wooshin, Xiao                             | MCs Regulares (10 episódios)                                   |
| 2016 | MBC       | Show! Music Core                  | Wooshin, Xiao                             | MCs Especiais (Episódio 517)                                   |
| 2016 | MBC       | Delicious Map                     | Kogyeol, Xiao                             | Episódio 1, Segunda Temporada                                  |
| 2016 | MBC       | Duet Song Festival                | Sunyoul                                   | Chuseok Special                                                |
| 2016 | Mnet      | Hit The Stage                     | Bitto                                     | Episódio 9                                                     |
| 2016 | SBS MTV   | The Show                          | Wooshin                                   | MC Regular (Desde 11 de outubro de 2016)                       |